# Beaux Arts Trio
Il Beaux Arts Trio è stato un trio per pianoforte ed archi che debuttò, il 13 luglio 1955, al Berkshire Music Festival, noto oggi come Tanglewood Music Center. Il loro ultimo concerto negli Stati Uniti venne tenuto al Tanglewood il 21 agosto 2008, teletrasmesso in diretta e registrato da NPR Music. L'ultimo loro concerto in assoluto ebbe luogo a Lucerna, in Svizzera, l'8 settembre 2008.

## Storia
Il Beaux Arts Trio ha registrato l'intero repertorio dei trio con pianoforte. Nel 2005, festeggiò il suo 50º anniversario con due CD speciali, uno con le loro incisioni più popolari attraverso gli anni, (pubblicato da Philips Records), e l'altro contenente una collezione di nuova musica (pubblicato da Warner Records). Nel corso della sua esistenza, il trio è stato tenuto insieme dal membro fondatore, il pianista Menahem Pressler. I membri originari del trio, alla sua fondazione, nel 1955, furono:
- Pianoforte: Menahem Pressler
- Violino: Daniel Guilet
- Violoncello: Bernard Greenhouse

Il violinista ed il violoncellista cambiarono numerose volte nel corso dell'esistenza del trio:
- Violino: Isidore Cohen (1968–1992; l'ex secondo violino del Juilliard String Quartet), Ida Kavafian (1992–1998), Yung Uck Kim (1998–2002), Daniel Hope (2002-2008)
- Violoncello: Peter Wiley (1987-1998), poi passato al Guarneri Quartet) 2001-2009; Antonio Meneses (1998-2008)

## Discografia parziale
- Beethoven, Trii pf. (compl.) - Beaux Arts, Philips
- Beethoven, Trii pf. n. 7, 4, 5 - Beaux Arts, 1964 Decca
- Brahms, Quart. pf. n. 1-3/Trio pf - Beaux Arts/Trampler, 1973 Philips
- Brahms, Trii pf. n. 1-3/Trio corno - Beaux Arts/Grumiaux/Sebok, 1979 Philips
- Dvořák, Trio Op.90 'Dumky', Piano Trio Op.65 - Beaux Arts, 1990 Philips
- Brahms, Trii pf. n. 1-3/Trio per pf. op. post. - Beaux Arts, 1979 Philips
- Fauré: Piano Quartet & Piano Trio - Beaux Arts Trio/Kim Kashkashian, 1988 Philips
- Haydn, Trii pf. (compl.) - Beaux Arts, 1971/1978 Philips
- Korngold Zemlinsky: Piano Trios - Beaux Arts Trio, 1993 Philips
- Mendelssohn & Smetana: Piano Trios - Beaux Arts Trio, 1992 Philips
- Mozart, Trii pf. n. 1-5/Divert. K. 254 - Beaux Arts, 1969 Philips
- Rachmaninov: Piano Trios Nos. 1 & 2 - Beaux Arts Trio, 1987 Philips
- Ravel: Piano Trio in A Minor, Chausson: Piano Trio in G Minor - Beaux Arts Trio, 1984 Philips
- Schubert, Trii (compl.) - Grumiaux Trio/Beaux Arts, 1969 Philips
- Schubert, Trii pf. n. 1-2/Adagio D.897 - Beaux Arts, 1984 Philips
- Schumann, Trii, Quart. Quint. per pf. - Beaux Arts Trio/Rhodes, Philips
- Beaux Arts Trio, Philips Recordings 1967-1974, Philips
- Beaux Arts Trio, Beethoven/Dvorak/ Mendelssohn/Ravel/Chausson - Beaux Arts, 1979/1985 Decca
- Beaux Arts Trio, Complete Philips Recordings 1955-1995. Ltd. Edition - Integrale delle registrazioni Philips. Edizione limitata, Decca